# Первый альбом
«Первый альбом» — дебютный студийный альбом российской группы «Воровайки», выпущенный в 2001 году.  

## История создания
В 1999 году, когда у основателей группы Спартака Арутюняна и Юрия Алмазова уже сформировалась идея о коллективе, было написано четыре песни: «Хоп, мусорок», «Не быкуй, фраерок», «Суд присяжных» и ещё одна неизвестная песня. Тогда начался поиск вокалистки. Вокалистку нашёл автор музыки Валерий Лизнер, когда он посетил фестиваль «Ступени» в Оренбурге. Как позже оказалось, Спартак Арутюнян уже был знаком с ней и через какое-то время привёз в студию. Ею оказалась Яна Павлова-Лацвиева. Судя по альбому, проект планировался только с одной участницей и был студийным, но продюсеры решили пополнить группу, чтобы начать концерты и были продолжены поиски. Участницами стали Диана Теркулова и Ирина Нагорная. Руководители лейбла Classic Company дали номер Дианы Теркуловой Юрию Алмазову, как оказалось, они были знакомы с ней и пересекались ранее в рекординговой компании.

## Обложка
На обложке альбома изобразили трёх обнажённых девушек. По воспоминаниям Яны Павловой, её не изобразили на обложке, так как она была не слишком привлекательна. Из-за этого, её не изображали на обложках альбомов и она не выходила на сцену вплоть до 2004 года.

## Список композиций
| №                   | Название              | Длительность |
| ------------------- | --------------------- | ------------ |
| 1.                  | «Вороваечки»          | 3:33         |
| 2.                  | «Хоп, мусорок»        | 3:16         |
| 3.                  | «Роза ветров»         | 3:00         |
| 4.                  | «Птица-лебедь»        | 4:11         |
| 5.                  | «Сирота»              | 5:32         |
| 6.                  | «Привет, Ростов»      | 3:32         |
| 7.                  | «Детки-паечки»        | 3:37         |
| 8.                  | «Суд присяжных»       | 4:00         |
| 9.                  | «Мамочка-воровочка»   | 3:53         |
| 10.                 | «Утомленная солнцем»  | 2:43         |
| 11.                 | «Не быкуй, фраерок»   | 3:19         |
| 12.                 | «Я обниму мою любовь» | 5:10         |
| Общая длительность: | Общая длительность:   | 45:57        |

## История выпуска
| Регион | Год  | Формат                        | Лейбл              | Прим. |
| ------ | ---- | ----------------------------- | ------------------ | ----- |
| Россия | 2001 | CD, кассета                   | Classic Company    | [ 5 ] |
| Мир    | 2003 | Цифровое скачивание, стриминг | United Music Group | [ 1 ] |

## Комментарии
1. ↑  В цифровом переиздании альбом называется «Воровайки»[1].